# Erebia scaea
Erebia scaea är en fjärilsart som beskrevs av Jacob Hübner 1802. Erebia scaea ingår i släktet Erebia och familjen praktfjärilar. Inga underarter finns listade i Catalogue of Life.